# Длинные камбалы
Длинные камбалы (лат. Glyptocephalus) — род лучепёрых рыб из семейства камбаловых (Pleuronectidae).
Длина тела от 30 (Glyptocephalus kitaharae) до 60 (Glyptocephalus cynoglossus) см. Обитают в северо-западной части Тихого и западной части Атлантического океанов. Являются объектами промысла.

## Виды
На май 2023 года в род включают 4 вида:
- Красная камбала (Glyptocephalus cynoglossus)
- Glyptocephalus kitaharae
- Дальневосточная длинная камбала (Glyptocephalus stelleri), или малорот Стеллера
- Glyptocephalus zachirus